# Kathleen (Florida)
Kathleen ist ein census-designated place (CDP) im Polk County im US-Bundesstaat Florida.  Das U.S. Census Bureau hat bei der Volkszählung 2020 eine Einwohnerzahl von 6.486 ermittelt.

## Geographie
Kathleen liegt rund 30 km nordwestlich von Bartow sowie etwa 45 km östlich von Tampa.

## Geschichte
Der Name des Ortes geht angeblich auf eine Mrs. Catherine Prine zurück, die als Kind von Hillsborough County in die Gegend gezogen sein soll. Seit 1886 gibt es ein Postamt in Kathleen.
Am Abend des 18. Oktober 2019 bildete sich, ausgelöst durch den Tropischen Sturm Nestor, ein Tornado, der die Stärke EF2 auf der Enhanced Fujita Scale erreichte. Der Tornado zog durch den Ort und verursachte beträchtlichen Schaden an mehr als 50 Häusern, einer Kirche und einer Schule.

## Demographische Daten
Laut der Volkszählung 2010 verteilten sich die damaligen 6332 Einwohner auf 2463 Haushalte. Die Bevölkerungsdichte lag bei 736,3 Einw./km². 90,5 % der Bevölkerung bezeichneten sich als Weiße, 2,1 % als Afroamerikaner, 0,5 % als Indianer und 0,6 % als Asian Americans. 3,9 % gaben die Angehörigkeit zu einer anderen Ethnie und 2,4 % zu mehreren Ethnien an. 12,1 % der Bevölkerung bestand aus Hispanics oder Latinos.
Im Jahr 2010 lebten in 40,0 % aller Haushalte Kinder unter 18 Jahren sowie 23,7 % aller Haushalte Personen mit mindestens 65 Jahren. 76,8 % der Haushalte waren Familienhaushalte (bestehend aus verheirateten Paaren mit oder ohne Nachkommen bzw. einem Elternteil mit Nachkomme). Die durchschnittliche Größe eines Haushalts lag bei 2,96 Personen und die durchschnittliche Familiengröße bei 3,28 Personen.
29,3 % der Bevölkerung waren jünger als 20 Jahre, 24,5 % waren 20 bis 39 Jahre alt, 30,1 % waren 40 bis 59 Jahre alt und 16,0 % waren mindestens 60 Jahre alt. Das mittlere Alter betrug 37 Jahre. 49,7 % der Bevölkerung waren männlich und 50,3 % weiblich.
Das durchschnittliche Jahreseinkommen lag bei 44.484 $, dabei lebten 21,1 % der Bevölkerung unter der Armutsgrenze.
Im Jahr 2000 war Englisch die Muttersprache von 93,53 % der Bevölkerung und Spanisch sprachen 6,47 %.